# بابی مورلی
 رابرت آلفرد مورلی یا بابی مورلی (به انگلیسی: Robert Alfred Morley یا انگلیسی: Bobby Morley ؛ زادهٔ ۲۰ دسامبر ۱۹۸۴) یک هنرپیشه اهل استرالیا است. وی از سال ۲۰۰۵ میلادی تاکنون مشغول فعالیت بوده‌است. او بیشتر برای ایفای نقش درو کورتیس در مجموعه خانه و دوری  و نقش بلامی بلیک در ۱۰۰ نفر شناخته می‌شود.

## اوایل زندگی
مورلی در کینتون، یک شهر کوچک در ویکتوریا بزرگ شد، مادرش از نژاد فلیپینی و پدرش ایرلندی-استرالیایی بود که در جوانی درگذشت. مورلی دو خواهر و یک برادر دارد که هر سه از او بزرگتر هستند. او یازده سال در رشته درام تحصیل کرد تا اینکه از او خواستند دیگر ادامه ندهد. مورلی در مصاحبه‌ای اعلام کرد که او دانش‌آموز حرف گوش‌کنی نبود و مسائل را جدی نمی‌گرفت و پس از دوازده تحصیل در رشته درام به ملبورن نقل مکان کرد و در رشته مهندسی مشغول تحصیل شد، یک سال بعد او تصمیم گرفت که در رشته هنرهای خلاقانه در دانشگاه لا تروب ثبت‌نام کند و درس بخواند.

## حرفه
باب مورلی حرفه خود را با فیلم‌ها و نمایش‌های کوتاه در تئاتر دانشگاه آغاز کرد. نخستین کار حرفه‌ای او به عنوان بازیگر، حضور در فیلم ترسناک برداشت مرده به کارگردانی دمیان اسکات بود. سپس در سال ۲۰۰۶ به جمع بازیگران سریال خانه و دوری پیوست و تا سال ۲۰۰۸ در نقش درو کورتیس ظاهر شد و نامزد جایزه لوگی نیز شد. 
در سال ۲۰۱۱، به بازیگران سریال همسایه‌ها پیوست و در مقابل جیمز میسون به ایفای نقش پرداخت، مورلی و میسون اولین زوج همجنسگرای این سریال بودند، او پس از ده هفته و دوباره در سال ۲۰۱۲ به سریال بازگشت و تا سال ۲۰۱۳ مشغول بازی شد. 
در سال ۲۰۱۴ مورلی به عنوان یکی از بازیگران اصلی به سریال ۱۰۰ نفر اضافه شد و همچنین کارگردانی یکی از قسمت‌های سریال را در سال ۲۰۱۹، برعهده گرفت. 

## زندگی شخصی

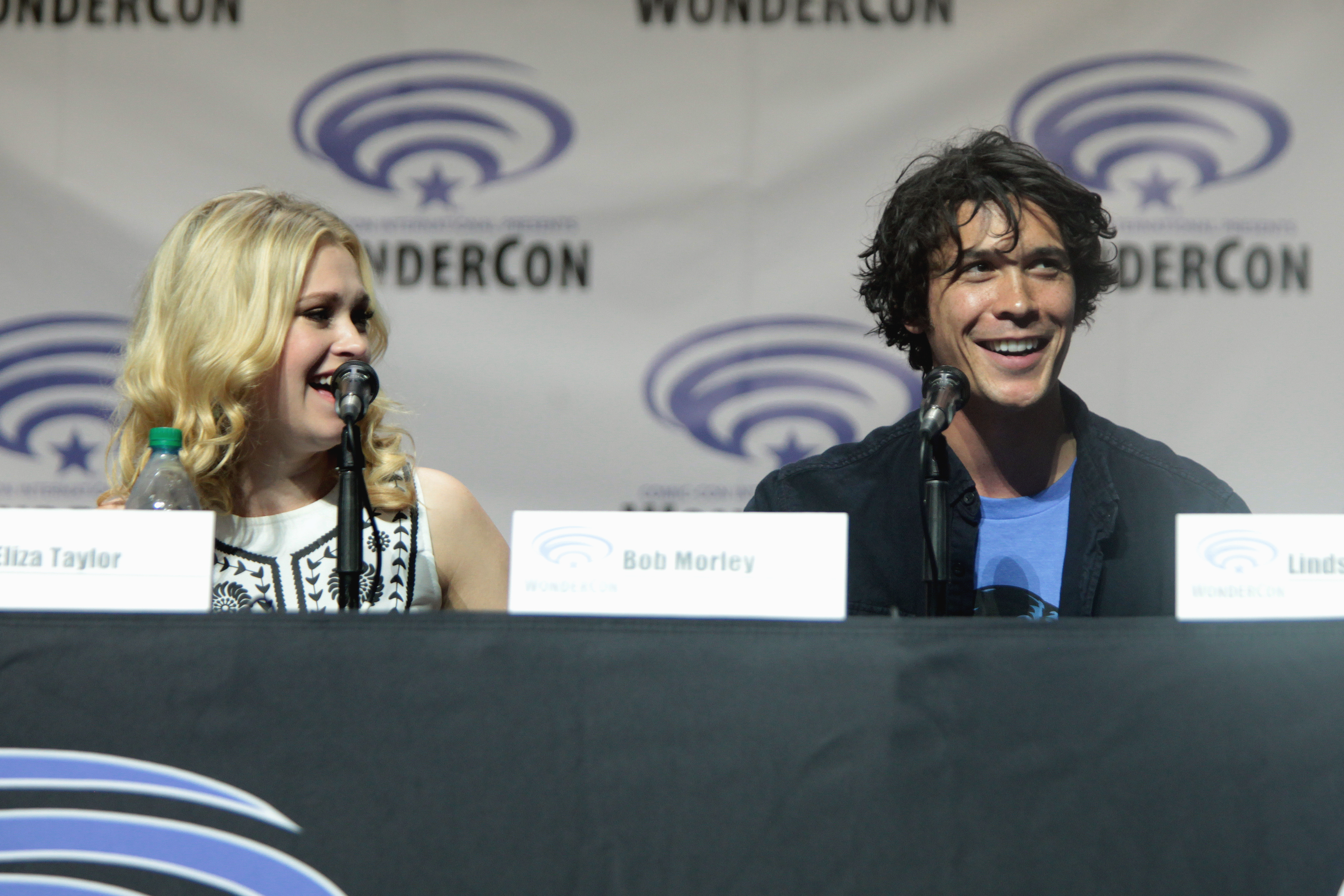
باب مورلی و همسرش الیزا تیلور

باب مورلی در ۶ مۀ ۲۰۱۹ با الیزا تیلور، بازیگر نقش کلارک گریفین در سریال  ۱۰۰نفر ازدواج کرد.   در اوایل ۲۰۲۰، مورلی و تیلور فاش کردند که برای فصل آخر سریال ۱۰۰ نفر مجبور شدند فرزندشان را سقط کنند بعد از سقط الیزا اعلام کرد که دیگر باردار نخواهد شد.
در فوریه ۲۰۲۲، تیلور و مورلی از طریق اینستاگرام اعلام کردند که در انتظار اولین فرزند مشترک خود هستند.  در ۱۹ مارس ۲۰۲۲، تیلور اعلام کرد که اولین فرزند خود را که یک پسر است را به دنیا آورده است. 
مورلی و تیلور در فعالیت‌های خیریه زیادی شرکت می‌کنند، که می‌توان به کمک به بنیاد سلامت عاطفی، بنیاد تحقیقات مغز و خدمات آتش‌نشانی در طول بحران استرالیا اشاره کرد.

## فیلم‌شناسی
| سال       | فیلم - مجموعه تلویزیونی | نقش        | یادداشت                                           |
| --------- | ----------------------- | ---------- | ------------------------------------------------- |
| ۲۰۰۶-۲۰۰۸ | خانه و دوری             | درو کورتیس |                                                   |
| ۲۰۱۱-۲۰۱۳ | همسایه‌ها                | آیدن فارست |                                                   |
| ۲۰۱۳      | چشم‌بند                  | نیک        |                                                   |
| ۲۰۱۴-۲۰۲۰ | ۱۰۰ نفر                 | بلامی بلیک | همچنین به عنوان کارگردان در یک قسمت نقش داشته‌است. |
| ۲۰۱۶      | برنده‌ها و بازنده‌ها      | ایتهان     |                                                   |

## جوایز
| سال  | کار         | جایزه                                                    | نتیجه    |
| ---- | ----------- | -------------------------------------------------------- | -------- |
| ۲۰۰۷ | خانه و دوری | جایزه لوگی محبوبترین استعداد نوظهور                      | نامزدشده |
| ۲۰۱۵ | ۱۰۰ نفر     | جایزه برگزیده نوجوان بهترین بازیگر سریال‌های علمی–تخیلی   | نامزدشده |
| ۲۰۱۶ | ۱۰۰ نفر     | جایزه برگزیده نوجوان بهترین رابطه (مشترک با الیزا تیلور) | نامزدشده |
| ۲۰۱۷ | ۱۰۰ نفر     | جایزه برگزیده نوجوان بهترین بازیگر سریال‌های علمی–تخیلی   | نامزدشده |
| ۲۰۱۸ | ۱۰۰ نفر     | جایزه برگزیده نوجوان بهترین بازیگر سریال‌های علمی–تخیلی   | نامزدشده |
| ۲۰۱۹ | ۱۰۰ نفر     | جایزه برگزیده نوجوان بهترین بازیگر سریال‌های علمی–تخیلی   | نامزدشده |